# São Martinho (Alcácer do Sal)
São Martinho is een plaats (freguesia) in de Portugese gemeente Alcácer do Sal en telt 562 inwoners (2001).